# 美里省
美里省（英語：Miri Division）是马来西亚砂拉越其中的一个省份，也称第四省。美里省是砂拉越第二大的省份，东边与文莱为界而南边与東加里曼丹。美里省曾被分割成两个县：美里县 （Daerah Miri）及馬鲁帝县（Daerah Marudi），总面积26,777平方公里，人口约有360,000人（2010人口普查）。
闻名于世界的姆禄山国家公园及尼亚石洞国家公园就位于美里省。此外美里省还有占地6,952公顷的蓝比尔山国家公园 (Lambir Hills National Park) 及罗干布奴国家公园 (Loagan Bunut National Park)。

## 行政区划
美里省分割成五个县：美里县 (Miri District)、马鲁帝县 （Marudi District）、苏必士县 (Subis District) 、柏鲁鲁县 (Beluru District)与特朗乌山县 (Telang Usan District)。
美里县下分一个市一个副县：美里市 (Miri City)和峇里奥副县 (Bario Sub-District)。马鲁帝县下分两个副县：马鲁帝副县（Marudi Sub-District）和姆鲁副县（Mulu Sub-District) 。苏必士县下分两个副县：尼亚副县（Niah-Suai Sub-District）和实务地副县（Sibuti Sub-District）。柏鲁鲁县下分两个副县：柏鲁鲁副县（Beluru Sub-District）和拉搏副县（Lapok Sub-District）。特朗乌山县下分三个副县：特朗乌山副县 (Telang Usan Sub-District)、弄伯典副县（Long bedian Sub-District）和弄拉玛副县（Long Lama Sub-District）。
| 美里省 | 县     | 县     | 面积（平方公里） | 面积（平方公里） | 人口[2020年数据] （相较2010年） | 人口[2020年数据] （相较2010年） |
| ------ | ------ | ------ | ---------------- | ---------------- | ------------------------------- | ------------------------------- |
| 美里省 | 美里   | 美里   | 978.32           | 4,708.00         | 356,900 （▲56,357、18.8%）      |                                 |
| 美里省 | 美里   | 实务地 | 842.47           | 4,708.00         | 356,900 （▲56,357、18.8%）      |                                 |
| 美里省 | 美里   | 尼亚   | 2,887.21         | 4,708.00         | 356,900 （▲56,357、18.8%）      |                                 |
| 美里省 | 马鲁帝 | 马鲁帝 | 1,157            | 22,069.00        | 76,900 （▲12,882、20.1%）       |                                 |
| 美里省 | 马鲁帝 | 比鲁如 | 1,612.47         | 22,069.00        | 76,900 （▲12,882、20.1%）       |                                 |
| 美里省 | 马鲁帝 | 弄拉玛 | 19,300.3         | 22,069.00        | 76,900 （▲12,882、20.1%）       |                                 |
| 总计   | 总计   | 总计   | 26,777           | 26,777           | 433,800 （▲69,239、19.0%）      |                                 |

2015年美里省下新增数3个县和4个副县，并在未来可能成立州内第十三个省份－峇南省，唯峇南地区2020年时人口仅达7.7万；若将未与加帛镇通车的加帛省布拉甲地区（4.5万人口）并入峇南地区达到11.2万人口（林梦省10.3万人口、斯里阿曼省11.1万人口），或可大幅提高升格成功率。

## 经济
该省的主要经济来源于豐富的石油和天然气开采业。此外，石油炼制，液化天然气和化学品的生产也是全馬的主要经济之一。早期美里省的加工业是木材加工也在其中。
在农业方面油棕、橡胶及胡椒是主要产品，生态旅游和多元民族文化也是经济增长重要的部分。